# Stockwaldhütte
Die Stockwaldhütte ist – neben dem Waldheim am Rappeneck – eine von zwei Hütten des Pfälzerwald-Vereins innerhalb der kreisfreien Stadt Pirmasens.

## Lage
Die Hütte befindet sich innerhalb des Pirmasenser Stadtteils Winzeln am Übergang des Pfälzerwaldes zum Zweibrücker Hügelland auf 375 Metern Höhe. Sie liegt am nördlichen Siedlungsrand und bildet den nördliche Abschluss der Straße Am Stockwald, die sich in nördlicher Richtung in Form eines Wirtschaftsweges, der nach Gersbach führt, fortsetzt. Fast unmittelbar östlich schließen sich die Sportplätze des TuS Winzeln an. Rund einen Kilometer westlich befindet sich das Naturdenkmal Hexenklamm.

## Geschichte
Die Hütte wurde 1990 eröffnet und wird von der Ortsgruppe Winzeln des Pfälzerwald-Vereins betrieben. Mitte 2025 kündigte der Verein den Vertrag mit dem Pächter, der die Stockwaldhütte seit 2016 bewirtschaftet hatte.

## Öffnungszeiten
Die Stockwaldhütte ist von Mittwoch bis Sonntag  sowie an Pfingstmontag geöffnet, wobei die Küche stets bis 17 Uhr in Betrieb ist.

## Kapazität
Die Hütte hat im Gebäude 100 Sitzplätze und außen 150 mit Überdachung.

## Anbindung
Die Stockwaldhütte ist über einen Wanderweg, der mit einem blau-weißen Balken markiert ist, an das Wanderwegenetz angebunden.